# BBC工作室

BBC Studio 2021年後使用的標誌

BBC工作室（BBC Studios）是英國的一個電視及廣播節目製作公司，亦是英國廣播公司（BBC）的商業分支之一，製作多種類型的節目。BBC工作室設立於2016年，並在2017年4月正式成為商業實體。2018年4月正式取代英國廣播公司商業分支。

## 外部連結
- 官方网站
- BBC Studios Ltd. （页面存档备份，存于） (the holding company) at Companies House
- BBC Studios Productions Ltd. （页面存档备份，存于） (formerly BBC Studios Ltd.) at Companies House